# Розум Зник (гурт)
«Розум зник» — український горор-панк-рок-гурт із Полтави, заснований у 2022 році. Гурт є одним із найяскравіших представників українського горор-панк-року.
Кожна пісня колективу, незалежно від її настрою чи сюжету — весела або страшна, реальна чи вигадана — є окремою історією. Завдяки максимальній віддачі учасників та театралізації деяких композицій, їхні концерти створюють ефект повного «занурення». Як тільки гурт з'являється на сцені, шалений драйв, нестримна експресивність та епатаж миттєво переносять слухачів у паралельний всесвіт.
Гармонійне поєднання чоловічого та жіночого вокалу доповнюється звучанням скрипки, що робить жорстке, іноді навіть «металічне» звучання гурту більш ліричним та вишуканим.

## Історія гурту
Український рок-гурт з Полтави виник 2 травня 2015 року. Спочатку колектив існував під назвою «Царство Шута» і планувався як проєкт пам'яті М. Ю. Горшеньова (лідера гурту «Король и Шут»). Невдовзі паралельно був відкритий власний авторський напрямок в українській рок-музиці. Ініціаторами створення колективу були двоє друзів — Ігор Фендер і Олексій Вольф.
Зібравши повноцінний склад гурту з барабанами, соло/ритм-гітарою, бас-гітарою та скрипкою, вже через 3 місяці відбувся перший виступ на фестивалі в м. Хорол. Другий концерт (вже сольний) проходив у Дніпрі 19 липня, де їх помітив майбутній організатор концертів Дмитро Сухіченко.
З 2018 року гурт почав працювати в авторському напрямку, писати веселі та водночас моторошні хорор-панк-рок-історії.
Протягом першого року існування учасники гурту часто змінювалися, але останні 4 роки «Царство Шута» грав у постійному складі. У 2019 році гурт доповнив основний склад жіночим вокалом.
17 травня 2022 року гурт повідомив на своїй сторінці в Instagram про архівацію проєкту «Царство Шута», а 25 травня 2022 року там же була оприлюднена нова назва гурту — «Розум Зник».

## Виступи та концерти
Колектив брав участь у масштабних фестивалях «Республіка», «Східрок», «Дорога на Січ», «Мотобрат» та інших. Учасники гурту самі є організаторами різного виду концертів. Виступали в Молдові, Росії, Білорусі та інших країнах. За рік дають близько 100 концертів по Україні та за її межами.

## Дискографія

### Студійні альбоми

#### «Розум Зник» (2020)
29 вересня 2020 року гурт презентував свій перший авторський альбом під назвою «Розум Зник», який включає 11 композицій. Назва альбому є однойменною до назви однієї з пісень гурту.
Для підтримки альбому був спланований тур обласними центрами України, який мав відбутися у 2021 році. Перший тираж альбому склав 300 дисків.
Список композицій:
1. «Собака»
2. «Серце Дракули»
3. «Фельдшер Сатани»
4. «Гроші»
5. «Дід Матвій»
6. «Квітка»
7. «Розум Зник»
8. «Совух Людолов»
9. «Мертвий Алкаш»
10. «12 Годин По Тому»
11. «Відьма»

#### «Любов, вино, панк-рок» (2024)
Подвійний студійний альбом «Любов, вино, панк-рок» складається з двох дисків та 18 треків.
Особливістю цього альбому є ситуація з його релізом. Хоча фізичні примірники містять усі 18 треків, на музичних платформах доступно лише 14 треків. Причиною цього стала технічна помилка: чотири треки («Загублений світ», «Кривавий хміль», «Летаргічний сон», «П'яний вампір»), які були випущені раніше як окремі релізи, не були додані до альбому на стрімінгових сервісах.
Таким чином, повну версію альбому слухачі можуть отримати лише на фізичних носіях.
Список композицій:
1. «Чорт і хрест»
2. «Добрий чорт»
3. «Водяний»
4. «Панк рок не вмирає»
5. «Нема бухла»
6. «Гільдія крадіїв»
7. «Заєць панк»
8. «Кривавий хміль»
9. «П'яний вампір»
10. «Людожер»
11. «Сповідь»
12. «Вічний одинак»
13. «Історія хвороби»
14. «Парі»
15. «Палай»
16. «Постать»
17. «Летаргічний сон»
18. «Загублений світ»

### Сингли
- 2021 – «П'яний Вампір»
- 2022 – «Загублений Світ»
- 2023 – «Кривавий хміль»
- 2023 – «Летаргічний сон»
- 2024 – «Квиток»
- 2025 – «Червоні метелики»

## Склад гурту
- Олексій Тимошенко (Вольф) — вокал
- Каріна Моісеєва (Lavett) — вокал
- Ігор Моісеєв (Fender) — бек-вокал, гітара
- Антон Гиря — скрипка
- Володимир Довгаль — бас-гітара
- Антон Нестеренко (Антоніо) — ударні
- Дмитро Сухіченко — концертний директор